# 1948年ウィンブルドン選手権
1948年 ウィンブルドン選手権（1948ねんウィンブルドンせんしゅけん、The Championships, Wimbledon 1948）に関する記事。イギリス・ロンドン郊外にある「オールイングランド・ローンテニス・アンド・クローケー・クラブ」にて開催。

## シード選手

### 男子シングルス
1. フランク・パーカー　（4回戦）
2. ジョン・ブロムウィッチ　（準優勝）
3. ガードナー・ムロイ　（ベスト4）
4. トム・ブラウン　（ベスト8）
5. ヤロスラフ・ドロブニー　（2回戦）
6. バッジ・パティー　（ベスト8）
7. ボブ・ファルケンバーグ　（初優勝）
8. エリック・スタージェス　（4回戦）

### 女子シングルス
1. マーガレット・オズボーン・デュポン　（ベスト4）
2. ルイーズ・ブラフ　（初優勝）
3. パトリシア・カニング・トッド　（ベスト4）
4. ドリス・ハート　（準優勝）
5. ジーン・ボストック　（ベスト8）
6. シーラ・サマーズ　（4回戦）
7. ネリー・アダムソン・ランドリー　（ベスト8）
8. シャーリー・フライ　（ベスト8）

### 男子ダブルス
1. フランク・パーカー＆ ボブ・ファルケンバーグ
2. トム・ブラウン＆ ガードナー・ムロイ
3. ジョン・ブロムウィッチ＆ フランク・セッジマン
4. トニー・モットラム＆ エリック・スタージェス

### 女子ダブルス
1. ルイーズ・ブラフ＆ マーガレット・オズボーン・デュポン
2. ドリス・ハート＆ パトリシア・カニング・トッド
3. ジーン・ボストック＆ モリー・ブレア
4. ベティ・ヒルトン＆ ケイ・スタマーズ

### 混合ダブルス
1. ジョン・ブロムウィッチ＆ ルイーズ・ブラフ
2. トム・ブラウン＆ マーガレット・オズボーン・デュポン
3. ヤロスラフ・ドロブニー＆ パトリシア・カニング・トッド
4. フランク・セッジマン＆ ドリス・ハート

## 大会経過

### 男子シングルス
準々決勝
- ボブ・ファルケンバーグ vs.  レナート・ベルゲリン　6-4, 6-2, 3-6, 6-4
- ガードナー・ムロイ vs.  トニー・モットラム　6-2, 1-6, 7-5, 6-1
- ヨージェフ・アシュボード vs.  トム・ブラウン　4-6, 6-3, 4-6, 6-1, 6-1
- ジョン・ブロムウィッチ vs.  バッジ・パティー　6-4, 7-5, 6-1

準決勝
- ボブ・ファルケンバーグ vs.  ガードナー・ムロイ　6-4, 6-4, 8-6
- ジョン・ブロムウィッチ vs.  ヨージェフ・アシュボード　6-3, 14-12, 6-2

### 女子シングルス
準々決勝
- マーガレット・オズボーン・デュポン vs.  ジーン・ボストック　7-5, 6-3
- ドリス・ハート vs.  ネリー・アダムソン・ランドリー　6-0, 6-2
- パトリシア・カニング・トッド vs.  ジーン・クォーティアー　6-2, 6-4
- ルイーズ・ブラフ vs.  シャーリー・フライ　3-1 （途中棄権）

準決勝
- ドリス・ハート vs.  マーガレット・オズボーン・デュポン　6-4, 2-6, 6-3
- ルイーズ・ブラフ vs.  パトリシア・カニング・トッド　6-3, 7-5

## 決勝戦の結果
男子シングルス
- ボブ・ファルケンバーグ vs.  ジョン・ブロムウィッチ　7-5, 0-6, 6-2, 3-6, 7-5

女子シングルス
- ルイーズ・ブラフ vs.  ドリス・ハート　6-3, 8-6

男子ダブルス
- ジョン・ブロムウィッチ＆ フランク・セッジマン vs.  トム・ブラウン＆ ガードナー・ムロイ　5-7, 7-5, 7-5, 9-7

女子ダブルス
- ルイーズ・ブラフ＆ マーガレット・オズボーン・デュポン vs.  ドリス・ハート＆ パトリシア・カニング・トッド　6-3, 3-6, 6-3

混合ダブルス
- ジョン・ブロムウィッチ＆ ルイーズ・ブラフ vs.  フランク・セッジマン＆ ドリス・ハート　6-2, 3-6, 6-3